# Улица Паоло Яшвили
Улица Паоло Яшвили (груз. პაოლო იაშვილის ქუჩა) — улица в Тбилиси, в районе Сололаки, идёт от улицы Ладо Асатиани до улицы Петра Чайковского, за которой переходит в улицу Вукола Беридзе.

## История
Современное название, с 1990 года, в честь грузинского советского поэта Паоло Яшвили (1895—1937). Прежнее название улицы — Ртищевская, в честь русского генерала Н. Ф. Ртищева, главнокомандующего русскими войсками в Грузии с 1812 по 1816 годы.
В советское время улица носила имя Иосифа Джугашвили (с 1922 года), с 1934 — одного из 26 бакинских комиссаров Алёши Джапаридзе.

## Достопримечательности

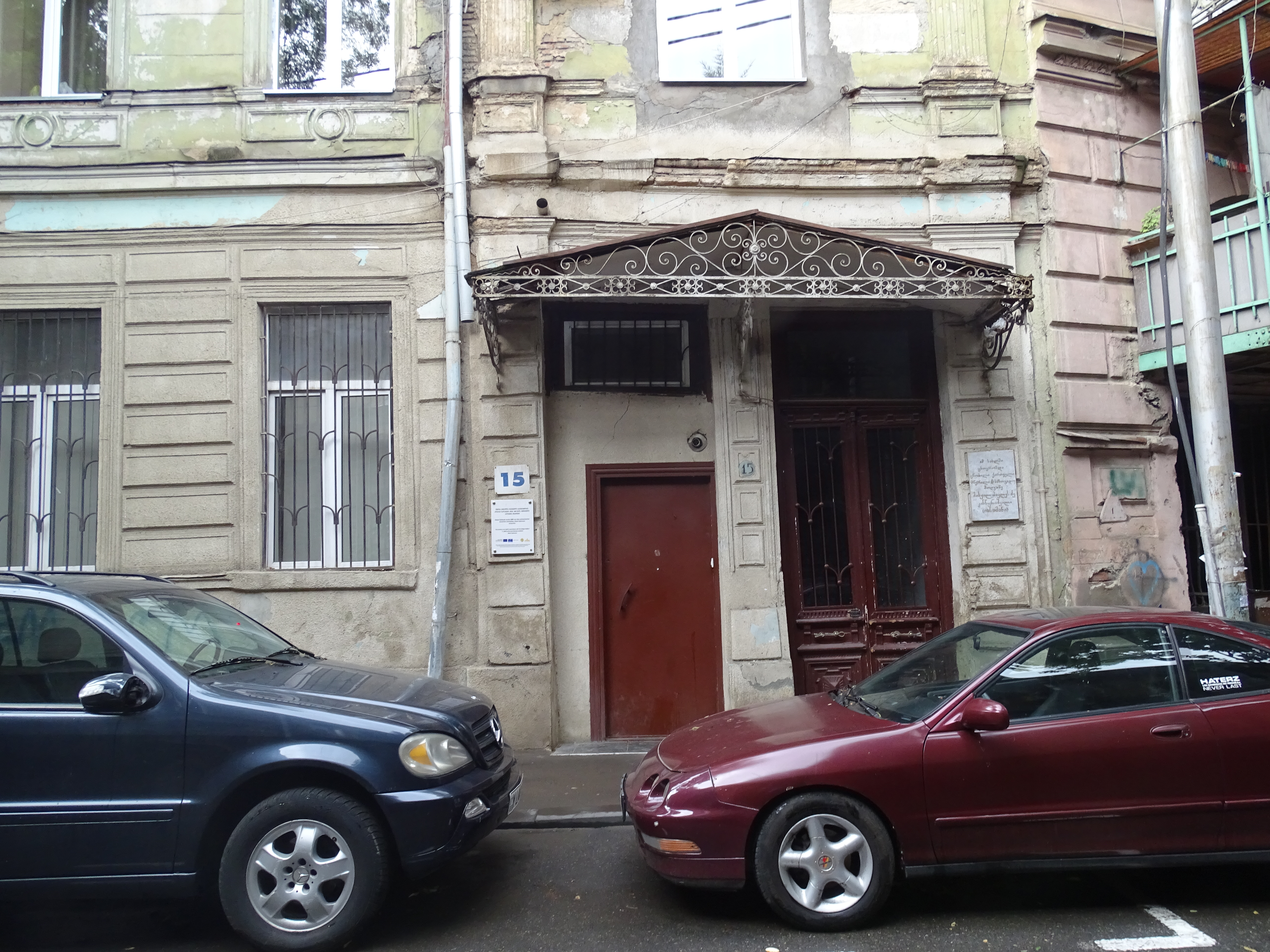
д. 15

д. 15 — Дом Георгия Каракозова (1889, архитектор Альберт Зальцман).

## Известные жители
д. 15 — М. П. Кинцурашвили (псевд. Иасамани, 1885—1955, мемориальная доска).
д. 23/12 — Звиад Гамсахурдиа
Джансуг Чарквиани
Паоло Яшвили

## Улица в литературе
Улице посвящено стихотворение Джансуга Чарквиани
Снова шагаю по знакомой улице
 Улица по-настоящему древняя,
 Как жаль, что ушло то время,
 Когда человек измерялся человечностью